# اچ‌ام‌ای‌اس نارانی
اچ‌ام‌ای‌اس نارانی (به انگلیسی: HMAS Narani) یک کشتی است که طول آن ۱۴۸٫۶ فوت (۴۵ متر) می‌باشد. این کشتی در سال ۱۹۱۴ ساخته شد.